# Vassílios Kókkalis
Vassílios Kókkalis (en grec Βασίλειος Κόκκαλης), né le 10 avril 1972 à Larissa, est un homme politique grec.

## Biographie
Aux élections législatives grecques de janvier 2015, il est élu député au Parlement grec sur la liste des Grecs indépendants dans la circonscription de Larissa.